# Virtuosi Saxoniae
Die Virtuosi Saxoniae sind ein deutsches Kammerorchester aus Dresden.

## Repertoire
Zu den Dresdner Musikfestspielen 1986 traten die im Jahr 1985 von Ludwig Güttler gegründeten Virtuosi Saxoniae erstmals in Erscheinung. Im Mittelpunkt des Repertoires steht die Musik am Dresdner Hof im 18. Jahrhundert, mit Komponisten wie Johann David Heinichen, Jan Dismas Zelenka, Johann Adolf Hasse und zahlreichen anderen, die am Dresdner Hof wirkten. Das Repertoire umfasst neben Antonio Vivaldi, Johann Sebastian Bach und Georg Philipp Telemann auch beispielsweise Johann Joachim Quantz oder Georg Benda.

## Ensemble
Das Ensemble besteht vorwiegend aus Musikern der Sächsischen Staatskapelle. Gelegentlich musiziert es, verstärkt durch weitere Mitglieder der Sächsischen Staatskapelle, auch größer besetzte Werke. Auch in einer Besetzung als Solistenensemble tritt es in Erscheinung.
Oft treten die Virtuosi Saxoniae gemeinsam mit anderen Ensembles, wie dem Dresdner Kreuzchor, dem Sächsischen Vocalensemble, dem Thüringischen Akademischer Singkreis, den Hallenser Madrigalisten oder der Akademie für Alte Musik Berlin auf. Einzelne Mitglieder des Ensembles sind darüber hinaus auch beim Dresdner Trompeten Consort aktiv.
Die Virtuosi Saxoniae sind durch zahlreiche Einspielungen in Erscheinung getreten.